# Hans Podehl
Hans Podehl (* 21. März 1924 in Frankfurt am Main; † 11. August 1979 in Kahl am Main) war ein deutscher Jazzmusiker (Schlagzeug) und Musikproduzent.
Podehl gehörte 1941 zu den Gründern der Hotclub Combo bzw. des Hotclub Frankfurt. Ab 1945 arbeitete er als Schlagzeuger bei Paul Martin, dann mit Paul Kuhn, zunächst vor allem in den Clubs der amerikanischen Besatzungsmacht, sowie mit Wolfgang Sauer. In den 1950er Jahren war er beim Hessischen Rundfunk tätig, erst als Studiomusiker, ab 1959 als Programmgestalter für Popularmusik, wo er für Sendungen wie Teenager-Melodie oder die von Hanns Verres moderierte Schlagerbörse verantwortlich war. Als Schauspieler wirkte er in der Komödie So ein Millionär hat’s schwer (1958) mit. Ab 1966 war er als unabhängiger Schallplattenproduzent tätig, unter anderem für Inge Brandenburg und für Adam und die Micky’s. Er ist auf Schallplatten mit Willy Berking (Canadian Dixie), Paul Kuhn, Heinz Schönberger und Wolfgang Sauer zu hören.

## Lexikalische Einträge
- Carlo Bohländer, Karl Heinz Holler: Reclams Jazzführer (= Reclams Universalbibliothek. Nr. 10185/10196). Reclam, Stuttgart 1970, ISBN 3-15-010185-9.
- Jürgen Wölfer: Jazz in Deutschland. Das Lexikon. Alle Musiker und Plattenfirmen von 1920 bis heute. Hannibal, Höfen 2008, ISBN 978-3-85445-274-4.